# 巴尼翁
巴尼翁，是西班牙阿拉贡自治区特鲁埃尔省的一个市镇。总面积54平方公里，总人口168人（2001年），人口密度3人/平方公里。